# Kaple svaté Anny (Temný Důl)
Kaple svaté Anny v osadě Stará Hora na úpatí stejnojmenného vrchu je jednou z nejstarších sakrálních staveb východních Krkonoš. Roku 1752 ji dali postavit manželé Benschovi z nedaleké chalupy čp. 10 (jejich rodina žila na tomto místě po staletí).
O vzniku kaple se zachoval následující zápis: "Tato kaple zřízena byla Johannem Benschem a jeho manželkou Elisabethou s vysokým vrchnostenským svolením v roce 1752 a se svolením vysoce ctěného kunzistoria královéhradeckého dne 22. října 1752 od tehdejšího pana faráře Franze Antona Čeregetha zasvěcena byla".
Roku 1810 nechala rodina Benschova původní malou kapli rozšířit a upravit do současné podoby. Roku 1876 pak byla z temného dolu kolem kaple k zázračné studánce zbudována křížová cesta.
Po válce kaple chátrala, na konci 20. století ji nějakou dobu obýval novodobý poustevník Sam. V letech 1999 až 2001 místní lidé a přátelé galerie a infocentra Veselý výlet opravili dřevěný kříž, jednotlivá zastavení křížové cesty, kapli sv. Anny i samotnou cestu. Každoročně se křížovou cestou vydává v neděli před svátkem svaté Anny 26. července procesí zakončené bohoslužbou v kapli.